# 巴赫京 (博羅瓦區)
49°19′21″N 37°31′54″E / 49.32250°N 37.53167°E
巴赫廷（烏克蘭語：Бахтин）是位於烏克蘭東部的村莊，由哈爾科夫州伊久姆區的博罗瓦市镇負責管轄。該村面積3.72平方公里，海拔高度102米，2001年人口501，人口密度每平方公里134.8人。